# 桐生一馬
桐生 一馬（きりゅう かずま）は、セガのアクションゲーム龍が如くシリーズに登場する架空の人物。シリーズを通しての主人公を務める。
担当声優は黒田崇矢、野島健児（『2』の少年時代）。
名越稔洋曰く、「桐生一馬本人のモデルは存在しない」。

## 概要
背に彫られた抜き彫りの応龍の刺青と数々の伝説から「堂島の龍」や「伝説の龍」、「伝説の極道」と呼ばれる元ヤクザ。

## 人物像

### 容姿
服装はライトグレーのスーツにワインレッドのシャツ、白いヘビ柄のエナメル靴という装いを長年好んで着ている。沖縄所在時はオレンジのかりゆし+白スラックスや茶色の革靴を着用し、福岡所在時はタクシー会社勤務のために制服を着用している。若き日を描いた『0』の極道時は黒のスーツに白シャツ、銀色の喜平ネックレスと黒の革靴を、不動産会社勤務時は白地にグレーストライプのダブルスーツにオレンジの鎖柄シャツ、白の革靴を着用していた。『7外伝』の時は上下黒のスーツに身を包み、常にサングラスをかけている。『8』の時は黒のシャツにスレートグレーのスラックスに黒の革靴を着用している。他に、囚人服やホストスーツ、礼服やプロデューサー巻きの服などを特定の状況に合わせて一時的に着用したことがある他、覆面レスラーやゆるキャラに扮した事がある。
強面の顔と極道時代から変わらない言動も相まってカタギとなった後もヤクザ呼ばわりされる事が多い。にもかかわらず、街中ではチンピラや不良から喧嘩を売られたり、因縁を吹っ掛けられる事が非常に多く、裏社会に居ようが居まいが喧嘩を繰り広げる事が日常茶飯事となっている。また、「元東城会四代目会長」「堂島の龍」としては名は知れ渡っているものの顔はあまり知られておらず、東城会の末端の極道などから喧嘩を売られる事も少なくない。
刑務所に服役中は坊主頭となっているがそれ以外は毛量や髪の長短こそあれど少年期から壮年期まで一貫して黒髪のショートリーゼント風のオールバックの髪型で登場している。だが『7外伝』のエンディング後及び『8』では髪を下ろし、髪色も白髪になっている（最終決戦時のみオールバックに戻している）。

### 性格
己の私利私欲のために罪のない人々を傷つける卑劣漢（神宮京平、玉城鉄生、巌見恒雄など）には決して容赦しない一方、一度自分に牙を向けてきたり殺そうとした人間であっても根っからの悪党ではない人物や自らがその人となりを認めた人物（戸部、浜崎豪、南雲剛など）に対してはそれまでされたことを水に流し、受け入れる懐の深さも併せ持っている。売られた喧嘩は買うが、自分から仕掛けることは相手にそれだけの理由が無い限りはしない。
他人の面倒見がよく一度決めたことは曲げない頑固者であり、その影響を受けて極道に足を踏み入れる者（田中シンジなど）もいるほどのカリスマ性を備えている。その強さとカリスマ性は良くも悪くも人を惹きつけ、シリーズ作品のラストボスには「桐生を倒して極道の頂点に立つ」という目的で挑んでくる者も多い。平時は口数が少なく感情を大きく表に出すことは少ないが、自身が強い信頼を抱いた者（立華鉄、島袋力也など）が死亡した場合などは滂沱の涙を流すなど節々で強い感情を顕にすることもある。
組内の兄貴分を除き、年長者相手でも敬語を使うことは少ない。
義理人情に厚く、困っている人間を見捨てられない性分で、とりわけ子供、女性、老人には特に温厚である。強かろうが弱かろうが女性には拳を振るわないポリシーだが、それ故に女性の悪人や敵はその悪事の大小や本人の反省の有無に関わらず見逃してしまうことも少なくない。また、不器用且つ口下手なトラブルメーカーという部分もあり自らトラブルを大きくすることも多く、仲間や味方と交戦することもある。愚直なほど真っ直ぐで、一度信じると決めた相手は信じ抜くことができ、それが他者を惹きつけるのも事実ではあるが良くも悪くも人を信じ過ぎるきらいもあり、相手に騙されたり裏切られた経験や、結果として自身の判断が予期せぬ事態を招いてしまったことも少なくない。嘘や隠し事は苦手で交渉事も不得手。
活動的且つ好奇心旺盛であり、人から頼まれたとはいえサブストーリーで様々な仕事を体験したりカラオケなどの娯楽や子供の遊びを本気になって楽しむ一面も持ち合わせている。また、決して女たらしではないものの、ゲームプレイ次第ではキャバクラに足しげく通い、多くのキャバ嬢と交流を深めていく。統率力や経営能力、適応力にも非凡なものがあり、養護施設の運営のみならず、『0』の不動産経営、『6』『極2』のクランクリエイター、『極2』『3』のキャバクラ経営、オリジナル版『2』ではホストを務めたりなど、様々な局面で手腕を発揮している。
ファッションセンスはお世辞にも良いとは言い難い。錦山によると子供の頃から「よりによってそれを選ぶか」と言いたくなるような服ばかり選んでいたらしく、彼が御洒落に目覚めたのも桐生のようにはなるまいと考えたからだという。堅気の服のイメージを聞かれた際には「紫に金の縞模様」と答え、錦山を閉口させた。『3』でも三雄に格好いい服を着せようと力也と張り合うも、当の三雄にも、同じくセンスの悪い力也にも引かれるような服を選んでしまった。
煙草はセブンスターを愛煙しており、『2』以降は携帯灰皿も所持している。
若い頃は現在に比べて怒りやすい描写が多いが、肝心な部分で感情は隠さないところは変わっていない。超人的身体能力や自分を曲げない意志の強さ、貫禄はこの頃には既に持ち合わせており、どんなに敵が強大でも絶望的状況に追い込まれても決して折れず、常に自身の「ケジメ」と筋を通すことを貫いていた。しかし同時に自信過剰で何でも一人で背負い込んでしまう傾向もあり、悪く言えば無鉄砲な行動に出ることも多く、結果として窮地に追い込まれたり、期せずして他者を巻き込んでしまう場面も多々見受けられ、錦山や柏木にも窘められている。自身も「極道がどうとか言う前に結局俺は半端なガキでしかねえ」「たくさんの人間に守られていた。それに気付かずにいたツケが回ってきた」と自嘲気味に語る一幕もあった。また、ゲームセンターの店員との交流ではエッチな褒美を期待していたり、キャットファイト場に通された際には「悪趣味な場所だぜ」と言いつつも取っ組み合う女性ファイターの姿に生唾を呑み込むなど、後年に比べると女性への関心も相応にあった。
脚本の横山曰く「私見では由美しか愛してないので、桐生は童貞」とされている。

### 戦闘能力
数十人規模のギャングや極道、果ては自動小銃で武装した特殊部隊を相手にたった一人で全滅させる白兵戦能力や100m11秒を余裕で切るという走力、虎との力比べで勝つほどの筋力、銃の攻撃を簡単に避ける反射神経など超人的な身体能力を持ち、その超人的な強さで数々のギャングチームや極道組織を叩き潰していることから「年に1度神室町に襲来する天災」とまで評されている。シリーズが進む毎に新たな技を会得する為、年齢を重ねる毎に強くなり続けており、『4』のサブストーリーでは「若い頃より格段に強い」と豪語している。
その一方で、正当防衛を除いて、拳を交えたり敵対した相手を殺害したことはシリーズを通してない。『0』では芝浦での最終決戦で渋澤を撃破した後、怒りに任せてとどめを刺す寸前まで彼を一方的に殴り続けたが錦山に体を張って制され諭されたことで事なきを得た。『6』でも元凶である巌見恒雄と菅井克己に明確な殺意を持って巌見造船へと乗り込んだが、結果的にどちらも手に掛ける事は無かった。しかし、倒した敵を完全に無力化したかどうかや付近に凶器が落ちていないかを確認しないなど詰めの甘い面もあり、そのせいで風間新太郎、澤村由美、瓦次郎、島袋力也と言った関わり深い人間を何人も死なせてしまっており、隙を突いた一人である玉城にも「敵に背中を見せるのは素人のやるこった」と言われている。
戦闘スタイルは『0』ではやや荒削りながらもバランスのとれた我流喧嘩術「チンピラスタイル」、キックボクシングのような動きを特徴とし、打撃の低い威力を手数の多さと素早さで補う「ラッシュスタイル」、動きは鈍重ながらも圧倒的な力で武器や敵を掴んで振り回す「壊し屋スタイル」の3つのスタイルを使っていたが『1』からはチンピラスタイルを基調としてプロレス・古武術・中国拳法を織り交ぜた「堂島の龍スタイル」1つで勝負しており、『5』では敵の攻撃をものともせず怒涛の攻撃を繰り出す絶技「怒龍の気位」を身に付ける。
『1』のリメイクである『極』では「堂島の龍スタイル」に加えて『0』の3つのスタイルが使用可能だが、主力の「堂島の龍スタイル」は10年間の服役生活で著しく弱体化した設定となっており、街中で真島と戦う「どこでも真島」システムを繰り返さないと本来の力を発揮できなくなっている。『6』や『2』のリメイクである『極2』では「堂島の龍スタイル」のアクションが一新された他、「壊し屋スタイル」のように路上の物を武器として使いヒートアクションの種類が大幅に増加する「アルティメットヒートモード」を使う。『7』では敵として対峙した際は『6』における格闘スタイルが「喧嘩スタイル」と再定義され、『5』までの「堂島の龍スタイル」と区別されている。『7外伝』では格闘スタイルがパワーに特化された「応龍」に再々定義され、肘をメインにした隙が少ない格闘術と4種のガジェットを用いた1対多で本領を発揮するスピードに特化した大道寺式活殺術「エージェントスタイル」を習得している。なお、『8』では堂島の龍が桐生専用ジョブとして復活し、「0」「極」に登場した「ラッシュスタイル」や「壊し屋スタイル」が再登場し、「6」の戦闘スタイルが「ヤクザ」に定義された。
また、デリバリーヘルプのキャストとしても登場し、敵全体に高確率で戦闘不能に追い込む効果を持つ攻撃を放つ「真・応龍の極み」という技を使う。
外伝作品である『OF THE END』ではガンスミスから受け取ったXK.50対物狙撃銃を使う。狙撃銃ゆえ遠距離をカバーでき、近距離でも数体のゾンビを弾が貫通して撃たれた敵のほとんどがダウンするほど強力な弾薬を用いる。
『龍が如く』シリーズの生みの親で初代総合監督を務めた名越稔洋と誕生日が同じであり、ここから日付を拝借して桐生一馬の誕生日が決められたとする説もある。

## 劇中での活躍

### 本シリーズ
回想での主な出来事
物心がつく前から養護施設である「ヒマワリ」で出会った錦山彰や澤村由美、父とも呼べる存在である風間新太郎と共に日々を過ごす（『1』）。その後1980年12月25日（当時12歳）に風間がクリスマスパーティーに来なかったことに不安を感じ、後をつけた先のアジトで風間がとある組織のボスと対峙しているところを目撃する（実際は和解交渉のための会話）。そこで風間の危機を感じボスを襲撃したことで自身に拳銃が向けられたため、風間は止む無くボスを射殺して結果的に組織は壊滅することになる（『2』）。その後は関東最大の極道組織である東城会系の組に所属していた風間（東城会直系堂島組若頭兼堂島組内風間組組長）の背中を追い掛ける形で、その風間の反対を押し切って錦山と共に中学校を卒業（1984年3月）と同時に極道の世界に足を踏み入れる。堂島組へと入り、1985年（当時17歳）に親子盃を交わして正構成員となる。その後神室町を活動拠点とするが1993年（当時25歳）に偽造パスポートの交渉に不服であった「蛇華」の劉家龍に誘拐され、自身を助けに来た風間が蛇華の構成員に襲われて重傷を負ってしまい、ここから劉との因縁が生まれることになる（『1』）。

#### 龍が如く0 誓いの場所
東城会直系堂島組若衆。性格上、極道としての上手い世渡りができず、借金の取り立てなどの力仕事で細々と食い繋いでいた。1988年12月（当時20歳）に神室町の路地裏で借金の取り立てを行ったが、取り立てた相手が射殺されてしまったことが原因で窮地に立たされてしまい、さらにはその矛先は恩人の風間にも向けられることになったため堂島組を離脱することを決意する。その後、錦山や風間組の柏木修の反対を押し退けて堂島組事務所に赴き、一騒動を経て組長である堂島宗兵から破門を言い渡されるも、自身が堅気になったことで肝心の風間を救う道は断たれてしまう。そのまま路頭を迷っていたところを堂島組と同じく「カラの一坪」を狙う立華不動産社長の立華鉄に仲間になるよう勧誘され、当初は困惑したものの勧誘した理由は風間から桐生の身を預かってほしいと申し入れを受けたからだと知り立華と手を組む。その後、立華不動産の仕事を社員の尾田純と共にこなした時に占有屋の元締めが堂島組若頭補佐である阿波野大樹の仕切る泰平一家の構成員であることを知り、それが原因で阿波野に自身が立華不動産と手を組んでいることを知られて立華を渡すように言われるが、拒否して堂島組と敵対するという意向を見せる。その後も堂島組の襲撃に徐々に追い詰められ、車で駆け付けた錦山に郊外で殺されかけた時には覚悟を決めて殺される決意をするが、それでも義理の兄弟として自身を殺すことができずに泣き崩れる錦山を見て、彼を巻き込むまいとして自ら兄弟の縁を切る。その後、「錦山に貰った命でどこまでやれるか確かめる」べく神室町に戻り、再び堂島組に追い詰められていたところを駆け付けた立華に救われ、後に東城会本部において立華の助けもあって会長代行の二井原隆に「堂島組に自身から手を引くよう」に説得させるもその覚悟を試すために彼が嗾けた東城会組員を相手に立華や尾田と共に奮闘し、本部を切り抜けたことで二井原から覚悟とその強さを認められる。その後は立華からカラの一坪の所有者であるマキムラマコトを保護するように頼まれて大阪の蒼天堀に向かい、椿園でマコトを保護していた東城会直系日侠連の総裁である世良勝に彼女を託される。その後神室町に戻る途中で堂島組若頭補佐の渋澤啓司率いる渋澤組に襲撃され、逃げ込んだ廃ビルで尾田から立華がマコトの兄であることなどの全てを知らされた後に渋澤組の襲撃を再び受けるが、尾田の犠牲もあってマコトを守り切り無事にその場を切り抜ける。神室町到着後は堂島組が雇った殺し屋である老鬼によって立華が捕まり、自身と共に闘うことを決意した錦山と救出に向かって彼を救出するも既に手遅れの状態であったため死ぬ間際の立華から老鬼と堂島に関する情報を伝えられ、彼の最期を看取った。立華の死後は世良から自身の元を離れたマコトが堂島組に撃たれて再び日侠連に保護されたことや、幾度もの対峙から互いを認め合う存在となった堂島組若頭補佐である久瀬拳王会会長の久瀬大作から堂島組の次期若頭となった渋澤が日侠連のアジトがある芝浦に向かっているという情報を知る。そして錦山と共に芝浦に向かい、そこで自身と同じく龍の刺青を背負う渋澤と「堂島の龍」の名を賭けた死闘を繰り広げた末に勝利し、「堂島の龍」の異名と共に知れ渡るようになる。事件後は堅気に戻ってほしいという風間の考えと錦山による三次団体の風間組への移籍の勧めに背き、極道に復帰。この事件で（極道、堅気問わず）様々な人間の「ケジメ」を目の当たりにし、自身の未熟さを痛感すると共に最初のケジメとして自ら荒らした堂島組へと戻る。同時に自分なりの生き方として「白（堅気）にも黒（極道）にも染まりすぎない灰色な人生を歩んでいく」という決意からグレーのスーツを着用するようになる。その後のエピローグで後の好敵手且つ信頼できる仲間となる真島吾朗と出会い、「よう、桐生ちゃん!」と名前を呼ばれたところで物語は幕を閉じる。

#### 龍が如く
東城会直系堂島組舎弟頭補佐を務めており、当時は債権回収の代行などの力仕事をこなしていた他、シノギの一環として裏カジノの経営にも携わっていた。近いうちに風間の後押しによって堂島組内で新たに三次団体となる組を任される予定であったが、1995年10月1日（当時27歳）にみかじめの回収が終わった際に弟分の田中シンジから堂島組長が由美を拉致して同じく堂島組の組員となった錦山が助けに行ったことを知って現場へと駆け付けたが堂島は既に錦山に殺害されており、錦山に病床の妹がいることを知っていたため錦山の自首を止めて彼の身代わりとなる。逮捕後は懲役10年の判決を受けたことで刑務所に10年服役して親（組長）殺しの罪を被ったため絶縁を覚悟していたが、東城会からは極めて異例の破門扱いとなって堅気になる。また、服役中に由美が行方不明になったことをシンジから聞く。その後、2005年12月（当時37歳）に風間から錦山があの事件や妹が病死した影響などで変わってしまったことや東城会が100億円を巡って荒れていることなどを記した手紙が送られ、10年の間に起きた東城会の内情を知る。出所後は手紙で向かうように記されていたスターダストで店長の一輝から錦山が東城会三代目会長である世良を殺害したとの情報を得て単身で葬式へ乗り込み、そこで風間と再会するが何者かの狙撃で風間は重傷を負い、駈けつけた嶋野組組長である嶋野太に風間の殺人未遂の疑いをかけられたところを堂島の事件で自身を追っていた刑事である伊達真の助けもあって逃走に成功する。その後、伊達の協力で事件を捜査している際にバーである「バッカス」で同じく由美を探している少女である澤村遥と出会い、捜索を続けていくにつれて由美が美月という名前で活動していることや100億円事件は世良や風間、由美が起こしたことなどが明らかとなる。その後はシンジや風間の死を乗り越えて由美と再会するが由美の事実上の夫である神宮京平が遥と由美を殺害しようとしたことに激怒し、激戦の末に神宮を倒す。その後変貌を遂げた錦山との死闘に勝利し、直後に錦山はケジメ付けと自分たちを救うために神宮と共に爆死したことでその爆風に巻き込まれるが何とか遥と共に生還を果たすも、神宮に撃たれた由美は助からずその最期を看取る。大切な人々を悉く失ったことで自暴自棄気味に逮捕されることを望むが、唯一残った「かけがえのないもの」である遥を守り続けろという伊達の説得を受けて考えを変える。事件後は世良の遺言状に従って正式に東城会四代目会長を襲名するが、就任と同時に引退し風間の協力者で関西最大の極道組織である近江連合の寺田行雄に五代目を襲名させ、堅気として遥と共に生きていく道を選ぶ。
リメイク作品の『極』では由美へのプレゼントの指輪を買うために奮闘するシーンや、部下に制裁を加える真島とのやり取りでの追加シーン、真島との戦闘場面の増加など様々なシーンが追加されている。

#### 龍が如く2
堅気になり、横浜で遥と共に平和な日々を送っていたが2006年12月15日（当時38歳）に風間たちの墓参りに来ている中で五代目会長である寺田から東城会と近江連合の一触即発の危機を乗り越える相談を受ける。その矢先に近江連合の凶弾に倒れたことで寺田の意思を引き継ぎ、東城会を救うために神室町へと向かい、抗争を阻止するため堂島宗兵の息子である堂島大吾と共に寺田から託された書状を手に盃交渉に関西へと向かう。その後、平和的解決を目指し、盃交渉は順調に進んでいると思われたが「関西の龍」と呼ばれる近江連合の郷龍会会長である郷田龍司が立ちはだかり、さらには両親の死の真相を探るために自身を監視して東城会の情報を得ようとしていた女刑事である狭山薫と出会ったことで彼女と行動を共にするようになる。その後は東城会と近江連合の抗争を避けられず、また、抗争の影でかつてその過激な活動から東城会に殲滅させられた海外組織である「ジングォン派」（かつて幼少期に目撃した事件の組織）と郷龍会が繋がっていることを知る。そのジングォン派について調べるにつれ狭山の母親がジングォン派の人間だったことや異父兄が龍司であることが判明し、様々な因縁が交錯する中で死亡したはずの寺田が現れて実はジングォン派の生き残りであることや復讐のために全てを偽っていたことを彼から知らされる。その後、寺田の協力者であった近江連合の高島遼に殺されかけるも龍司に救われ、直後に龍司との「龍」の名を掛けた死闘に勝利し、寺田が仕掛けていた時限爆弾も寺田自身の細工（爆弾の信管を抜いていた）によって爆発しないことが判明して無事に生還を果たすこととなる。事件後はジングォン派の人間でありながらも風間の恩義に報いて桐生たちを救った寺田に感謝し、彼の墓参りに行った。
リメイク作品の『極2』では賽の河原で真島と再会した後、神室町ヒルズの利権を狙って乗り込んできた悪徳不動産を真島と共に撃退するシーンが追加されている。

#### 龍が如く3
真拳派や近江連合神室町侵略後の2007年1月（当時38歳）に寺田や風間らの墓参りで狭山と再会し、別の道を歩むことで狭山と東城会に別れを告げて真島に東城会や大吾のことを任せて沖縄に渡り、恩師の風間と同じように養護施設「アサガオ」を営んで遥や施設の子供たちと穏やかな生活を送っていた。しかしそれから半年後、沖縄の極道である琉道一家から突如立ち退きを迫られ、その理由を聞くため琉道一家の若頭である島袋力也と対決して勝利した。その後、事務所に案内され、組長の名嘉原茂から立ち退きの理由はリゾート開発のためだと聞き、その理由は「大人の勝手な理由だ」と反論するが名嘉原を退かせても解決には至らなかった。そんなある日（2008年3月）名嘉原の養子の咲が実の母親の元に勝手に戻ってしまったことを力也から聞かされ、それが琉道一家と敵対している玉城組の組長である玉城鉄夫が咲を人質として使うために連れ出したことと知って単身で救出に向かい、玉城を撃破したことで琉道一家と友好関係を築く。その後は自身の男気に惚れた名嘉原と盃を交わしてくれと頼まれ困惑しながら盃を交わそうとするが、そんなところに東城会六代目会長となった大吾が現れ、彼からリゾート開発の条件や玉城組による暴走でこの事件が起きたことを知る。その後、2009年3月（当時40歳）には名嘉原と大吾が風間似の男に銃撃されたことを知って再び神室町へと向かい、勝手について来た力也と共に風間似の男の正体を探し始め、銃撃事件に関わっていそうな三代目錦山組組長である神田強と戦いこれを撃破する。神田の件は空振りに終わったものの、真島や情報屋のサイの花屋から事件の真相を聞き出す。その後は東城会の跡目を狙う浜崎組組長である浜崎豪の手引きで自身への復讐を目論む蛇華の劉が現れ、力也を人質に取られたことで対峙するが、突如として現れた風間似の男に助けられたことで困惑する。その後、彼をよく知る政治家の田宮隆造から風間似の男の正体が風間の弟である風間譲二であることや、CIAの所属であること、東城会の白峯会会長である峯義孝が海外組織である「ブラックマンデー」や田宮の部下であった當眞昌洋と手を組んで東城会を裏切ろうとしていることを知る。それを知った桐生は沖縄に向かい、風間譲二から名嘉原たちを撃ったのはブラックマンデーのアンドレ・リチャードソンだと教えられる。その後養護施設の太一が現れて彼からアサガオが峯と玉城によって破壊されたことや名嘉原が人質に取られたことを聞かされ、玉城組の待つ闘牛場に向かい玉城を倒して名嘉原を救出するが、油断した隙を突かれて力也が撃たれてしまい彼から事件の黒幕である峯打倒を託され涙ながらに彼の最期を看取った。その後神室町に戻り、峯との死闘に勝利して事件に終止符を打つ。事件後は劉の一件で全てを失った浜崎に腹いせにナイフで刺され、一命は取り留めたものの自宅での安静を余儀なくされる。

#### 龍が如く4 伝説を継ぐもの
浜崎に刺された傷も完治し、沖縄で遥やアサガオの子供たちと平穏な日々を送っていた。しかし2010年3月（当時42歳）に脱獄して浜辺に流れ着いた冴島大河と遭遇し、彼と拳を合わせたことで彼の真意を知り神室町までの資金や衣服を提供する。その後、冴島と同じく脱獄してアサガオに辿りついた浜崎によって明かされた数年前の100億円事件の真実や冴島大河の妹である冴島靖子との出会いにより神室町へ向かうことを決心し、靖子と共に向かった神室町で真島と再会して大吾が東城会を裏切ったことを知らされ、事件を調べる中で秋山駿や谷村正義と遭遇し両者の勘違いから拳を交える。その後、浜崎から託された警察の極秘ファイルと冴島兄妹の身柄および奪われた秋山の会社の総資産1000億円との取引のために上野誠和会の待つ神室町ヒルズへと単身で乗り込み、一人で上野誠和会を壊滅させるも靖子を失ってしまう。靖子の死後は覚悟を改め、今回の事件に関わった大吾の大組織のトップという立場の苦悩を受け止めた上でそれを押しつけた自身の責任のケジメとして大吾と死闘を繰り広げ、苦戦しながらも勝利した。事件終結後は東城会本部にて東城会直系冴島組の旗揚を見届けることとなる。

#### 龍が如く5 夢、叶えし者
2012年4月（当時43歳）に遥がアイドルを目指すことを決意し、自身の元極道というプロフィールが遥のアイドル生活に支障をきたす恐れがあるためにアサガオを離れる。その後は移住先の福岡の「永洲街」で荒れていたところを「永洲タクシー」の社長である中嶋洋太郎に目を掛けられ、タクシー運転手として働くことになるが別人を装うために「鈴木太一」という偽名を使うようになる。その後、12月（当時44歳）には客として乗せた大吾が失踪したことを大吾の護衛である森永悠と相沢聖人から聞かされ、大吾の失踪に関わっていると思われる会長代行の青山稔を追って彼のいる山笠組本部へと赴くが、青山の策で山笠組の組員たちと敵対する流れになってしまう。その後は山笠組組長の斑目忠から「大吾が自身が福岡で穏便に暮らせるように配慮してくれていた」ことや「今回の失踪は大吾自らの意思でした」こと、また「青山が東城会の裏切り者である」ことを知り、埠頭にて青山が引き連れた100人以上の東城会組員を一人で撃退する。その後 青山を射殺した森永を追うためやって来た神室町で冴島と顔見知りであった馬場茂樹と出会い、自分や森永、相沢や青山が今回の事件の黒幕の一派であること、またその一派が東城会の幹部たち（大吾や真島）や東城会の象徴である自身と冴島を殺して名実共に東城会を手に入れ、近江連合に売る計画をしていることを知る。そこで桐生は神室町ヒルズにて近江連合の勝矢直樹が提案した黒幕を誘き寄せる策に乗り、冴島や近江連合の渡瀬勝らと潰し合いを演じる。その後は黒幕の近江連合七代目会長である黒澤翼を誘き寄せることに成功するも黒澤に脇腹を撃たれ、さらには助けに駆け付けた大吾も黒澤の手下である金井嘉門に撃たれてしまう。その後、撃たれた傷も癒えぬまま遥の身に危険が及ぶことになることを知りつつ秋山や品田辰雄との出会いや冴島の言葉に動かされて遥を守り、黒澤の野望を阻止することを決意する。最後は東城会本部で黒澤の野望達成の目的であった彼の息子である相沢聖人と激突し、銃傷というハンデを背負いながらも死闘の末に勝利する。決着後は遥のもとへ向かおうとしたところを相沢との戦いで傷が開いたことによる大量出血のせいで神室町へ向かう道中にて倒れてしまうが、駆け付けた遥の声を受けて目を覚ましたところで物語は幕を閉じる。

#### 龍が如く6 命の詩。
東城会と近江連合を巻き込んだ一大抗争で出血多量の重症を負うが、遥に発見されたことで病院に搬送されて一命を取り留める。その後は入院中にかつての経歴から、東城会側の代表として警察に暴行傷害及び、器物破損の罪で逮捕されることとなり、子供たちと幸せな暮らしを迎えるために、2013年6月（当時45歳）に過去の清算として自ら刑務所に収監される。

　3年半後の2016年12月（当時48歳）に出所し、アサガオに戻るも、そこで子供たちから遥の失踪を聞かされ、彼女の行方を探しに神室町に向かう。そこで遥が事故にあったことや、遥に「澤村ハルト」という息子がいることを知り、その謎を追うため、ハルトを連れて遥が失踪中したとされる、広島の「尾道仁涯町」へと足を踏み入れる。

　その後は、尾道仁涯町のスナック「清美」で出会った、広瀬一家若頭、南雲剛との対峙をきっかけに、陽銘連合会の広瀬一家と接点を持つようになり、その過程で南雲たちから、兄貴と呼び慕われて行動を共にするようになり、スナックのママである笠原清美から遥に関する情報を得るようになる。その後、「達川という男がハルトの父親ではないか？」という情報が浮上し、達川を探すため、南雲や広瀬一家若衆の宇佐美勇太と共に神室町を訪れ、かつて対峙していたジングォン派のボス、ハン・ジュンギから達川の情報と居場所を聞き出す。

　しかし、達川は既に中国マフィア「祭汪会」幹部のエドに殺された後であり、祭汪会総帥のビッグ・ロウからもハルトの父親が達川ではないと知らされる。その後、広瀬一家総長の広瀬徹が、ハルトを連れて姿を消したことを聞かされ、捜索の末に彼を発見し、広瀬や舛添組の組長（と同時に祭汪会の構成員）の舛添耕治から、広瀬が遥を密かに匿っていたことや、ハルトの父親が勇太であること、さらに勇太がロウの実子であると知る。その直後、ハルトを奪いに来たハンとジングォン派の構成員に襲撃される。戦いの末にハンおよび構成員を退けるものの、ハンから、「達川が、巌見恒雄にハルトを奪う現場を見届けるように命じられた」ことや、その際に「達川が誤って遥を車で轢いた」ことが明かされる。

　その後、勇太がロウと差し違えるために単身で亜細亜街に向かったことを知り、亜細亜街にある祭汪会のアジトで勇太を止めるために戦いを挑んで勝利し、直後にロウに「二度と勇太やハルトを狙わないこと」を約束させる。

　それと同時に、ロウから広瀬が「尾道の秘密」を隠すために、何人もの人間を手に掛けていたことや、広瀬自身が勇太がロウと刺し違えるように仕向けたことを知らされ、彼から、尾道の秘密に繋がるヒントとされる暗号の画像が納められたSDカードと、勇太のことを託される。その後は、南雲たちと共に暗号の謎を解き、暗号が示す場所へ向かう。そこで待ち構えていた広瀬と激突、死闘の末に勝利して遂に尾道の秘密を暴く。

　その後、東城会の菅井克己と巌見造船社長の巌見恒雄によって、人質に取られた清美を助けようとした染谷一家総長の染谷巧と対決し、激闘の末に勝利するも、巌見恒雄の協力者であった陽銘連合会若頭の小清水に、清美が撃たれてしまう。清美が撃たれたところをモニターで目の当たりにした桐生は、清美を救うために自殺を選んだ染谷の最期を南雲と共に看取り、全ての騒動に決着を付けるため、元凶である巌見と菅井に最後の戦いを挑むことを決意する。

　南雲と共に巌見造船所に乗り込んで最初に小清水と激突し、南雲と共に激闘の末、彼に勝利する。しかしその直後、状況の不利を悟った巌見が、遥とハルトを人質に取ったことで反撃が出来なくなり、巌見や菅井から執拗な暴行を受け、窮地に追いやられてしまう。だが、遅れて到着した勇太ら広瀬一家の若衆たちによって、遥とハルトが解放されたため、自由の身を得た桐生は、巌見との最後の一騎打ちに挑み、死闘の末に勝利する。

　巌見との決着後、遥とハルトを殺そうとした菅井の銃撃から、二人を庇って重傷を負い、一度は意識を失うも、病院に搬送され一命を取り留める。事件後は尾道の秘密を守ろうとした黒幕の大道寺稔の弟子と名乗る男から、秘密の口止めを要求されて口止め料を渡されるも拒否、逆に要求を呑む条件として、逮捕された堂島大吾の釈放と、自身の死を偽装するための死亡診断書を用意することを提示する。その場面を見ていた伊達から、「そんなことをすれば遥やハルトに二度と会えなくなる」と咎められるも、逆に遥たちの幸せのために、自らの死を偽装するという決意と覚悟を伊達に対して示し、男に、自身が出した条件を承諾させることで、偽装によって自分が死んだと周囲の人間に思い込ませることに成功する。

　最後の戦いに赴く前には、予め遺言書を大吾に遺しており、その遺言書には大吾を東城会に引き込み全てを任せてしまったことと、今回の事件を通して様々な親子の形を目の当たりにし、自身も彼らと同じ轍を踏み、大吾と親子の時間を持たなかったことへの謝罪の言葉が書かれていた。その上で、東条会と陽銘連合会との抗争を避けることも兼ね、「そんな不甲斐ない自分のために、仇を討とうだなんて思わないでほしい」という言葉も書き遺されたいた。その後のエピローグでは、沖縄の「アサガオ」を訪れ、物陰から遥やハルト、勇太やアサガオの子供たちの楽しげな様子を見届け、静かにその場を後にして何処かへと去っていった。

#### 龍が如く ONLINE
過去のエピソードで登場し、遥と暮らし始めてからこれまで日雇いで食いつないでいたことや、アサガオの管理は柏木からの依頼であったことなどが判明する。また、当初は子供の面倒を見ることへの不安や遥が横浜での友達と仲良くしている姿を見て迷っていた様子も見せている。最終的には風間がしてくれたように親のいない子供たちの面倒を見たいという思いや遥の後押しもあって管理人の仕事を引き受けることになった。

#### 龍が如く7 光と闇の行方
2019年（当時51歳）に東城会六代目会長・堂島大吾と八代目近江連合若頭・渡瀬勝による近江連合と東城会を同時解散させるための彼らの隠密作戦により、これに反対すると目された近江連合構成員らによる反乱を防ぐために渡瀬に請われた。渡瀬の出所祝いの席での同時解散宣言による反乱の中、渡瀬が反対派に襲われそうになる寸前でこれを殴り飛ばす格好で登場した。この時、荒川真澄の申し出により反対派撃滅の手助けを頼まれて現場にいた春日一番に対し「お前は前だけを見ていればいい」「後ろは死んでも俺が守る」と檄を入れ、反乱の鎮圧後には部屋を後にした。後日、春日たちに「青木遼の次なる一手」の情報をもたらすため横浜・伊勢佐木異人町に姿を見せたが、星野や荒川の殺害で冷静さを失っていた春日を見て「夜にコミジュルに来い」とだけ告げその場を去った。その夜、コミジュルアジトを訪れた春日たちを前に「情報を渡すに値するかどうか確かめさせてもらう」「欲しければ俺を倒せ」と言い放ち、春日たちと対決し春日に冷静さを取り戻させた。そしてアジト内で青木遼の次なる一手が沢城の殺害であろうということを告げると、春日から更なる協力を求められたが「俺は自分が大事なモノと引き換えに『無であること』を受け入れた人間だ。つまり本来この世には居ないはずの人間だ。」と告げ、「これ以上手助けすることや素性を明かすことをやってしまえば『無』とは言えなくなる」と一派から契約違反を理由に協力を拒んだ。その上で春日と拳を交えたことは「互いに信じ伝え合うためのモノだった。お前はまだまだだが何れは本物になる。」と春日を高く評価し、「俺を信じ、仲間を信じ続けて前に進め。それが本物になる道だ。」と告げてその場から姿を消した。

#### 龍が如く7外伝 名を消した男
『7』と同じ2019年、広島での一件により、表向きには陽銘連合会によって襲撃され、死亡したことになっているが、存命し、大道寺稔の部下による裏組織「大道寺一派」に属し、コードネーム「浄龍」として一派のエージェントの1人として活動する。普段は一派の監視下の元、寺に偽装した拠点で生活し、アサガオの支援と引き換えに年に数回「依頼」を受けるという空虚な日々を送っていた。その中で大道寺式活殺術を身に付けている。春日一番が荒川真澄に撃たれ、横浜・伊勢佐木異人町のホームレスの所で治療を受けていた頃、ある任務で密輸した金塊を護衛する任務に就いていたが、金塊を乗せたトレーラーに随伴していたバンの襲撃に遭った。トレーラー内に金塊はなく、目出し帽で顔を隠した一派に襲われ、護衛に同行していた花輪と他エージェントたちと共に撃退していたが、花輪が後ろから襲撃され連れ去られそうになる所で相手に自分の素性が知られた素振りをされる。花輪奪還には成功したものの、任務は中断となる。後日、襲撃犯調査のため伊勢佐木異人町で調査中、尾行されていることに気づき櫻川通り南付近の駐車場におびき寄せるがそこで、花輪曰く横浜の埠頭襲撃の黒幕「ミスターX」が八代目近江連合直参渡瀬組若頭・鶴野裕樹であることを突き止め、花輪と共に更なる情報を聞き出そうと連れ出した。しかし、直後に鶴野によって手配されていたワゴン車に追突され負傷し奮起するも、渡瀬組若頭補佐・獅子堂康生との戦いの中で花輪が鶴野に拉致され連れ去られてしまった。拉致された花輪を救出しようと向かおうとするが、逆に命令無視と身元判明が露呈されるのを恐れた吉村とエージェントたちに捕縛され寺に監禁される。住職の手助けにより、鶴野に渡されたスマホを返してもらい寺を抜け出そうとするが、吉村とエージェントたちに阻止されそうになる所を返り討ちにし、鶴野が待つ伊勢佐木異人町にあるバー「サバイバー」へと赴く。そこで鶴野から、渡瀬には桐生は死んでおらず密かに生き延びているという確信があったため、これから成そうとする作戦を実行するため、桐生を探し出し仲間に迎え入れるよう指示を受けていたことを知るが、その引き換えに大道寺一派からの離脱助力をすることを告げられる。しかし、そのために花輪が犠牲にならなければならないことで、桐生も躊躇する。鶴野本人も渡瀬から話を聞くだけでは、桐生の器量が分からずイマイチ信用に欠ける部分があり、また同じく鶴野の話の真意を信じ切ることができない桐生も花輪を返せの一点張りで、双方話が見えない。そこで、桐生の器量を確かめるため、花輪も移送されている大阪・蒼天堀へ向かわせ蒼天堀の裏を牛耳ると言われる赤目に会うようにと「赤虎」の人形を渡し、1人で蒼天堀へ向かうよう促しその場を去る。蒼天堀へと向かい、赤目と会うことに成功。そこで、近江連合が新たなビジネスとして展開する大阪湾に浮かぶコンテナ船に作られた大人のアミューズメントパーク「キャッスル」に連れて行かれる。キャッスル内では近江連合直参・鬼仁会が取り仕切っており、他の近江連合直参が持ち回りでイベンターを任されていることを知る。桐生が連れてこられた日は渡瀬組が当番の日であり、「赤虎」は闘技場出場資格の証でもあること、名誉と金が手に入る闘技場出場資格でもある「赤虎」は、プレミア価値もあり、裏社会では誰しもが「赤虎」を欲していることを知る。また赤目はその赤虎を持つ者を闘技場へ導く案内人でもあった。闘技場に出場して勝利することで、「優勝の報酬」として花輪の居所を聞けることを知り闘技場で勝利してみせる。その後、獅子堂から鶴野が管理する蒼天堀通り東にある第三並木ビルに監禁されていることを知り乗り込み鶴野ら渡瀬組員を撃退。花輪を救出することに成功する。そこで、鶴野から渡瀬が近江連合と東城会を解散させ極道を一掃しようとすること、堂島、真島、冴島も同意の上仲間に入ること、また大きくなりすぎた近江連合の力を半減させるため、元東城会直系で現近江連合若頭補佐の荒川真澄が実は東城会の裏切り者を演じながらその役目を担っていることなど、着々と準備が進んでいることを聞され、ようやく渡瀬と鶴野の本心を知ることになる。しかし、桐生の素性がどこまで近江連合に知られているのか調べるため、鶴野を蒼天堀にある大道寺一派のアジトへと監禁するが、そこで大道寺一派の主任を名乗る男から命令違反の叱りを受け、アサガオに危害を加えられたくなければその代償として鶴野を抹殺するよう命じられる。しかし、鶴野を逃がすため花輪を人質に取り逆に吉村と他のエージェントたちを返り討ちにしてしまう。あくまで管理者として振る舞う花輪によりアサガオ襲撃の準備が整っていることを突き付けられ、桐生は逆に観念しその場に跪く。花輪は、吉村から逆に桐生を始末するよう差し向けるが、2度命を救われた恩と、常に危険な目に遭いながらも常に他人を想い行動する桐生の行動に迷いが生じ、結果的に桐生に向けた銃口を下ろすことになる。逆に花輪も管理者としての責任を問われ吉村から銃口を突き付けられるが空打ちに終わる。それは、花輪と桐生の関係性を試すため主任が仕掛けたモノであり、逃走に成功したと思われた鶴野もアタッシュケースを持参し戻ってきた。鶴野から、桐生を仲間に迎え入れるための手段として渡瀬本人から託された近江連合が所有する不動産や渡瀬組が管理するフロント企業の経営権、占めて500億円の資産を大道寺一派に渡すことで、交換条件として桐生の規律違反免除と助力を掛け合い了承されたことを知る。その後、花輪と共に解放され赤目のところへ身を寄せることになる。鶴野からキャッスルへと呼び出され、渡瀬の目的でもある近江連合・東城会解散のため一番の障害となっているのが、今や近江連合でも強大な力を持った、三代目西谷誉率いる鬼仁会であることであると聞かされる。仲間同士衝突はできないため、それが唯一できる立場にある桐生に請け負ってほしいことを聞かされる。しかし、三代目西谷の目を盗んでキャッスルに来ていることが筒抜けになっており、逃走しようとするが鬼仁会組員に襲撃を受け、ヘリポート手前で三代目西谷と対峙するもそれも撃退し逃走に成功する。三代目西谷を船から引きずり出さないことには動きも取れないため、鶴野に資金調達を依頼し、鶴野、獅子堂、渡瀬組組員らと共に蒼天堀で派手に豪遊して挑発するが、一向に三代目西谷は挑発に乗らず出てこない。そこで、花輪から言われたことを思い出し、三代目西谷が一番大事にするものを奪えば何かしらの動きがあると睨み「キャッスル」を鶴野らと強奪することで三代目西谷をおびき出すことに成功。街で鬼仁会の襲撃を受けることとなったが獅子堂が現れ、大阪中に網を張っていた渡瀬組の情報網により、湾岸近くの事務所にいることを知る。獅子堂と共に鬼仁会の事務所に乗り込み三代目西谷を撃退することに成功する。あくまで鬼仁会の壊滅と三代目西谷を殺さず生け捕りにし動きを封じることが目的であったものの、獅子堂は過去の恨みから三代目西谷をメッタ刺しにして殺してしまった。渡瀬出所日の朝、鶴野から元東城会荒川組・春日一番が近江連合本部に乗り込み春日一派も仲間に加わることを知る。桐生も春日の名前は耳にしたことはあったが、春日の力量には疑問を持っていた。しかし、真島・冴島と互角に渡り合ったことを聞き、改めて納得。程なくして鶴野、獅子堂、渡瀬組組員らと大阪市内の工事現場で出所した渡瀬と合流。渡瀬らと共に近江連合本部へ乗り込もうとしたが、獅子堂が解散否定派の裏切り者だと知り、獅子堂の手筈により死んだはずの三代目西谷と鬼仁会が現れる。獅子堂の真意は解散賛成派を一掃し、自身が近江連合のトップになる野心のため、恨みと憎しみを持つ三代目西谷をも利用した。獅子堂に従う渡瀬組組員と三代目西谷率いる鬼仁会の連合軍を相手に、桐生、渡瀬、鶴野のわずか3人で阻止するのは無謀だとあざ笑うが、獅子堂は桐生にとどめを刺され工事現場足場から落下、鶴野を襲おうとした三代目西谷から救おうと渡瀬も負傷するが、直後に駆け付けた花輪と赤目により返り討ちに遭い、結果的に3人に撃退されることになる。その後、近江連合本部へ乗り込み、解散宣言をする中、予想通り暴動が起き、渡瀬を襲撃しようとする組員から渡瀬を守るためその場に姿を見せたことで、春日そして堂島、真島、冴島も桐生が生きていたことを知ることになる。暴動沈静後、近江連合本部を出ようとするが、現場へ追いかけてきた獅子堂と対峙。本部から出てきた解散否定派を煽り奮い立たせることで、解散届提出を阻止しようとするが、結果的に桐生の手によって撃退される。それでもなお、獅子堂は這い蹲って追うとするが、吉村に掴まり、エージェントに仕立て上げるため、三代目西谷と共に大道寺一派に拉致された。一通りの活動が終了した後、寺に戻った桐生は花輪が持つタブレットで自身の墓石が沖縄にあること、また命日にはアサガオの家族たちが墓参りに来ていることを知る。遠目だが、遥と4歳に成長したハルトの姿を確認し、大人に成長した子供たちを見るなり大粒の涙を流す。墓参りを終えて帰ろうとする綾子と太一が隠し撮りしていたカメラに気付き、もしかして桐生が生きていて仕掛けたモノだと信じ、カメラに向かって「アサガオのみんなはおじさんが死んだなんて誰も思っていない」と桐生がどこかで生きていると信じていること、みんな大人になりアサガオのことは自分たちでやっていけるから気にしなくていいと伝える動画と、まだしゃべることもできなかった遥勇が描いた絵をスキャンした画像を見てさらに涙を流し、花輪の報告に心から喜んだ。その後、一派より渡瀬組から500億円相当の報酬と事態解決の報酬として無期限の休暇（監視のため神室町と沖縄へ接近を禁止することを条件として）を与えられた。以前、旅行に行ってリフレッシュするのはどうかと花輪から言われたことを思い出し旅に出ることを決意する。出発する際、桐生の素性がバレぬよう、偽造されたクレジットカードと運転免許証を受け取るが、運転免許証に書かれていた名は、以前、福岡で身を潜めタクシー運転手に従事していた際に使用していた偽名「鈴木太一」だった。「鈴木太一」の名は一派には明かしておらず、なぜ花輪が知っていたのか驚いたが、花輪は一派の調査力および「2度も命を救われた」と語るのみで、桐生もそれ以上は聞くことはなかった。その後、各地を転々とした後、2023年にかつての最愛の人・澤村由美が夢見ていたハワイ島・ナナーラ・ヒル記念教会を訪れ、昔、誕生日に渡した名前の刻印入り指輪をそっと置き、その場を後にした。

#### 龍が如く8
『7外伝』から『8』の間に癌に冒され、本人によるとハワイで春日と出会った時点で余命半年と宣告されている。放射性廃棄物を管理する貯蔵庫で働いていた時にガスマスクを破損し放射能を浴びるという事故があったが、これが癌に冒された直接的な原因とは明言されていない。延命治療を拒否して、エージェント活動の続行を大道寺一派に志願し、飲酒もしている。2023年（当時55歳）、ハワイで指輪を置いて去ろうとした直後から始まる。大道寺一派の指令により任務に戻ったところ、全裸姿でビーチにいた日本人が警察から脱走したとの情報を掴む。追った先にいたのは4年前に近江連合の渡瀬勝の出所祝いの場で共闘した春日一番だった。春日の話から探し求めている人物が同じことに気付き行動を共にするが、癌に冒されたままの身体を酷使したためハワイでの捜索は断念せざるを得なくなり、難波悠に付き添われる形で帰国する。その後は異人町で治療を受けつつ新たに向田紗栄子、コミジュルおよび横浜流氓総帥・ソンヒをメンバーに加え、パレカナの調査を進めていくこととなる。途中、難波のアドバイスによりエンディングノート作りを新たな日課とするようになる。そのような中、今までの情報を整理する過程で春日へのハワイ行きを進言した沢城丈に真意を問い質すべく、既に横浜星龍会東京支部と化した元東城会本部へと足を運ぶこととなる。中に入り、若頭の海老名正孝に話を聞くと、パレカナは星龍会が取り組んでいる元暴の社会復帰事業のビジネスパートナーであり、ハワイにおける事件とは無関係であることを語る。また、沢城はあくまで春日をハワイに行かせた経緯は母親である岸田茜に会わせるため、とのみ回答し、結果的にその日は真意を知ることはできずに終わる。後日、Vtuber・多々良ひそかの運営する「多々良チャンネル」にて、桐生たちが海老名と接触していた事実が暴露されてしまい、大々的に桐生の生存疑惑が世間に知れ渡ることとなる。この出来事を機に星龍会と多々良チャンネルが手を組んでいるという疑惑が生じ、桐生たちは直接星龍会に事実を確かめることを決意するが、星龍会本部前で多々良ひそかの指示を受けた迷惑系配信者の襲撃を受けたことで疑惑は確信へと変わることとなる。すぐに春日に事態の報告をするものの、ハワイでは三田村英二の裏切りによってセーフハウスが壊滅させられた直後であった。英二の裏切りを受け、新たに今後の作戦を見直すべく、元横浜流氓総帥・趙天佑とハン・ジュンギを招集。海沿いにある星龍会の倉庫に向かい、改めて沢城に真相を問い質すこととなる。激闘の末沢城を打ち倒し、監視の目から逃す形で沢城を一旦外へ誘導することとなる。その後、春日のアパートにて待機していた沢城と再会し、「第二次極道大解散は星龍会に元暴を集めるためのでまかせ」「海老名は春日を茜をおびき出す餌としてハワイに送り込み、茜をパレカナ差し出すことでブライスに取り入ろうとしている」といった真相が明かされる。また、海老名によって形骸化した大解散を再び荒川真澄の遺志を継ぐ計画として復活させるためには、伝説の極道たちの威光が必要とのことであり、桐生は大解散の中心的役割を担った大吾、真島、冴島の3名を表舞台に呼び戻すことを決意する。後日、桐生は警備会社を畳んだ3人が暮らしている海沿いの辺境の地を訪れ、海老名の生い立ちと春日との因縁、そして警備会社が倒産するきっかけとなった出来事が多々良チャンネルによる告発であることを知ることとなる。過去の出来事から、再び表舞台に戻ることに消極的になりつつある3人を前に桐生は露骨に呆れる態度を見せるものの、この言動に逆上した大吾たちと一戦交えることでこれを鎮める。結果的に真島たちに大解散の協力を得られないまま帰路につくこととなったが、異人町に到着早々桐生と真島たちとの接触の様子が盗撮され、多々良チャンネルに取り上げられていたことが判明する。同時に東城会の復活を水面下で進めているという事実無根の情報を流布されることとなる。その日の夜、重大発表が生中継されるとの告知を受け、多々良チャンネルの黒幕と思しき英二を確保するべく、桐生たちは星龍会東京支部へと向かうこととなる。襲い来る刺客を退け会長室へと辿り着くが、動画の内容は最初から録画であり、桐生たちをおびき寄せるための罠だったことが判明する。現場を後にしようとした矢先、配信を視聴した野次馬が東京支部に多数押し寄せ、桐生たちは姿を目撃されてしまう。この事件を機に第二次極道大解散への反抗勢力として大衆の注目を集めると同時に、桐生の生存が大々的に知れ渡ってしまったため、一旦異人町のホームレス村にてハワイから帰国した春日一行と合流し、身を潜めることとなる。程なくして大道寺一派のエージェントが訪れ、一連の騒動により派手に桐生一馬の存在を認知させすぎてしまった点について、契約違反を指摘されることとなる。そのような中、海老名に沢城を人質に取られる形でミレニアムタワーへの呼び出しを受け、束の間の休息の後神室町へと向かう。道中数多の敵に苦戦させられながらも、大吾、真島、冴島の3人が助っ人として駆け付け、桐生たちの活路を切り開き、最上階の海老名のもとに辿り着く。待ち受けていた海老名の口から明かされたのは、自身が極道を激しく憎むようになった経緯と、母の仇である荒川真澄への激しい憎悪の念だった。最終的に海老名の全てを受け入れ、極道としての真のケジメを付けるべく、海老名との最後の戦いが繰り広げられる。戦いの末海老名を制するものの、既に体力の限界に達していた桐生はそのまま力尽き、ドクターヘリで緊急搬送された。全てが終わった後は癌を治療するために放射線治療を始めており、放射線技師に名前を聞かれた際に「桐生一馬」を名乗り彼の物語は終わりを迎える。

#### 龍が如く8外伝 Pirates in Hawaii
直接的に登場はしていない。エンディングにて帰国した真島と冴島が桐生一馬の名札がある個室に入室している。

### 外伝シリーズ

#### 龍が如く OF THE END
2011年4月（当時42歳）に謎の男から養護施設である「ヒマワリ」の招待で沖縄を離れていた遥を誘拐したとの脅迫電話を受けて再び神室町に舞い戻ることになる。しかし神室町ではゾンビが大量発生し自衛隊による壁を設置しての隔離作戦が実行されているという現状を知らず、遥を人質に取られているという怒りから強引に隔離エリアに入る。その後は何度殴り倒しても起き上がるゾンビたちを見て神室町の惨状を知り、そこで同じく隔離エリアに取り残されていた自衛隊員である浅木美涼に助けられる。彼女と共に隔離エリアからの脱出の最中にゾンビ化しかかっていた真島組構成員である長濱友昭と出くわすが、神室町の住人だった者たちに銃を向けたくないという一心からゾンビ化した彼を素手で殴り倒そうとするも効果が無いことを知り、死してなお生かされる苦しみから解放するために浅木から銃を借りて彼を射殺し改めて銃を持つ決意をする。その後ガンスミスの店で龍司と再会し、ガンスミスから「XK.50対物狙撃銃」をツケで購入した後は花屋から遥と彼女を誘拐した三代目郷龍会会長である二階堂哲雄や二階堂の協力者であるDDがミレニアムタワー最上階にいることを聞き全てにケジメを付けるべく龍司と共にミレニアムタワーに向かい、DDにより実験体と化した林弘とアラハバキ最終形態である金狼や銀狼を倒す。最後はDDによって打ち込まれたタナトスの効果で二階堂がオオイカヅチ（完全体）へと変貌し、苦戦を強いられるも浅木の支援を受けて死闘の末にこれを撃破する。事件終結後は再興している神室町で浅木と挨拶を交わし、遥と共に平和な日常へと帰っていった。

#### 龍が如く ONLINE
「桐生・決戦」では『1』の事件の終結後カタギとして生きて行こうとするが、持ち前の不器用さとトラブルメーカーで仕事を相次いでクビになる。「桐生一馬」では柏木さんからアサガオを運営を紹介される。

## 桐生ベスト
2016年12月8日に龍が如くシリーズに登場した桐生の歌うカラオケ楽曲のすべてを収録した『桐生ベスト -龍が如く 桐生一馬 KARAOKE ALL TIME BEST COLLECTION-』が発売された。全18曲。なお、このアルバムは単品だけでなく「龍が如く6 命の詩。 DXパック 桐生ベストセット」にも同梱されている。

### 収録曲
1. 本日はダイヤモンド【Full Spec Edition】 / 桐生一馬（黒田崇矢）
  - 作詞：堀井亮佑 / 作曲：Hyd Lunch
2. hands【Full Spec Edition】 / 桐生一馬（黒田崇矢）
  - 作詞：堀井亮佑 / 作曲：ZENTA
3. Like A Butterfly【Full Spec Edition】 / 桐生一馬 feat.沙希&りおな
  - 作詞：堀井亮佑 / 作曲：Hyd Lunch
4. BRAN-NEW STAGE【Full Spec Edition】 / ひかる&えりな with 桐生一馬
  - 作詞：堀井亮佑 / 作曲：Hyd Lunch
5. Y字ロード【Full Spec Edition】 / SORA with 桐生一馬
  - 作詞：堀井亮佑 / 作曲：季世
6. TONIGHT-restart from this night-【Full Spec Edition】 / 桐生一馬（黒田崇矢）
  - 作詞：堀井亮佑 / 作曲：Hyd Lunch
7. ばかみたい-哀愁-【Full Spec Edition】 / 桐生一馬（黒田崇矢）
  - 作詞：堀井亮佑 / 作曲：福山光晴
8. 意地桜2000【Full Spec Edition】 / 桐生一馬（黒田崇矢）
  - 作詞：堀井亮佑 / 作曲：福田有理
9. JUDGEMENT-審判-【Full Spec Edition】 / 桐生一馬（黒田崇矢）
  - 作詞：堀井亮佑 / 作曲：Hyd Lunch
10. MachineGun Kiss【Full Spec Edition】 / 桐生一馬（黒田崇矢）
  - 作詞：堀井亮佑 / 作曲：福田有理
11. 神室純恋歌【Special Duet Edition】 / 桐生一馬（黒田崇矢）&花（平野綾）
  - 作詞：堀井亮佑 / 作曲：福田有理
12. ばかみたい【Taxi Driver Edition】 / 桐生一馬（黒田崇矢）
  - 作詞：堀井亮佑 / 作曲：福山光晴
13. 神室雪月花（Original mix） / 桐生一馬（黒田崇矢）
  - 作詞・作曲：庄司英徳
14. 本日はダイヤモンド（Karaoke）
15. hands（Karaoke）
16. Like A Butterflly（Karaoke）
17. BRAN-NEW STAGE（Karaoke）
18. Y字ロード（Karaoke）

## その他の出演作品
- 『太鼓の達人ぽ〜たぶるDX』では、桐生一馬がゲストでデフォルメされた状態で登場した[9]。
- 『バイナリー ドメイン』では、桐生一馬がオンラインマルチプレイのDLCキャラクターとして登場した[10]。
- 『サムライ＆ドラゴンズ』で、桐生一馬がカードになって登場したことがあった[11]。
- 『みんなのGOLF 6』では、桐生一馬が2013年4月18日に有料DLCキャラクターとしてゲスト参戦した[12]。
- 『PROJECT X ZONE 2:BRAVE NEW WORLD』では、『OF THE END』の桐生一馬が登場した[13]。
- 『北斗が如く』では、初回限定生産となる「世紀末プレミアムエディション」のみ、キャラクターをケンシロウから桐生一馬へ任意で変更することが可能となる[14]。
- 『共闘ことばRPG コトダマン』では、桐生一馬がコトダマンとして登場した[15]。
- 『コード・オブ・ジョーカー THE AGENTS Ver.2.3EX2』では、桐生一馬がユニットカードとして登場した[16]。
- 『ドラゴンポーカー』では、桐生一馬がゲストで登場した[17]。
- 『たべごろ!スーパーモンキーボール 1＆2リメイク』では、桐生一馬が操作キャラクターとして登場した。
- 『デュエル・マスターズ』では、桐生一馬がカードになって登場した。これは「百万超邪 クロスファイア」のコラボとなっている。